# Heide (geslacht)
Heide is een insectengeslacht van rechtvleugeligen uit de familie Morabidae. De wetenschappelijke naam van dit geslacht is voor het eerst geldig gepubliceerd in 1976 door Key.

## Soorten
Het geslacht Heide omvat de volgende soorten:
- Heide amiculi Sjöstedt, 1921
- Heide corindiensis Key, 1976
- Heide fratercula Rehn, 1952
- Heide keyi Rehn, 1952
- Heide macleayorum Rehn, 1952
- Heide prora Rehn, 1952